# Oberes Tor (Mindelheim)

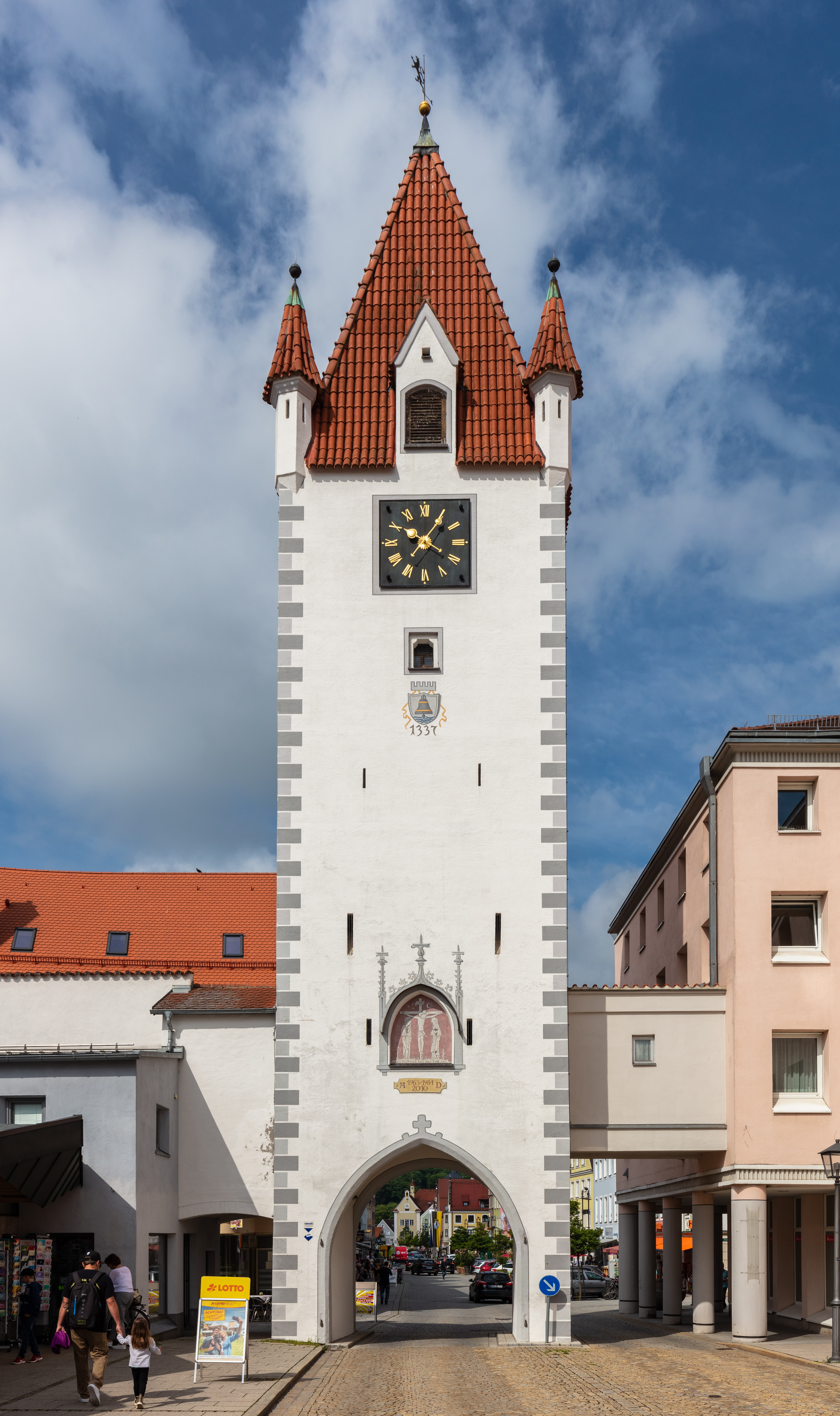
Oberes Tor in Mindelheim

Das Obere Tor ist ein Stadttor in Mindelheim, einer Stadt im Landkreis Unterallgäu (Bayern), das erstmals 1337 erwähnt wurde. Noch bis in das 16. Jahrhundert hinein wurde es auch Häbern- oder Haberntor genannt. Das Obere Tor steht unter Denkmalschutz.

## Geschichte
Der bestehende Torturm wurde, wie das Einlasstor, in der Zeit um 1500 errichtet. Der Torvorbau wurde 1873 abgebrochen. In diesem befand sich vermutlich die Wohnung des Torwächters. Eine Renovierung fand 1963 statt. 

## Beschreibung
Der quadratische Turm mit einer Höhe von 28 Metern ist aus Backsteinen errichtet und verputzt. Die Durchfahrt wird von einem Tonnengewölbe überdacht, an dessen Westseite ein Rundbogentor und an der Ostseite ein Spitzbogentor vorhanden ist. Der Turm besitzt fünf Obergeschosse, die an der Ost- und Westseite über kleine Öffnungen verfügen. Auf der Ostseite sind in den ersten drei Obergeschossen jeweils zwei schmale Schlitze eingelassen. Das vierte Obergeschoss besitzt eine Vorhangbogenöffnung in einer Rechteckblende, analog zur Westseite. Darüber ist ein neues Ziffernblatt angebracht. An der Westseite enthalten die Obergeschosse von unten beginnend eine rechteckige Öffnung mit schrägem Gewände, eine kielbogige, sowie eine rechteckige Öffnung mit gestuftem Gewände. Das vierte und fünfte Obergeschoss ist an der Westseite identisch zur Ostseite ausgeführt. An der Nordseite sind in den beiden obersten Geschossen kleine Öffnungen mit Vorhangbogen eingesetzt. Dieses findet sich auch am vorletzten Obergeschoss auf der Südseite, darüber ist ein kleines Rechteckfenster. Gedeckt ist der Turm mit einem Zeltdach mit erneuerter Hohlziegeldeckung. Im Westen und Osten ist jeweils ein Zwerchgiebel mit Stichbogenöffnung, im Norden und Süden jeweils niedrige, breite Zwerchgiebel mit flach geschweift schließender Öffnung vorhanden. Die Dachecken werden von achteckigen Erkertürmchen mit profiliertem Gesims begrenzt. Die Erker sind mit kegeligem Spitzhelm mit Hohlziegeldeckung abgeschlossen. 
Die Bemalung der Fassade wurde 1963 von Ernst Göhlert aus Augsburg ausgeführt. Als Vorlage für die Bemalung dienten alte Befunde. An den Ecken des Turmes ist eine gezahnte Quaderung, um die Torbogen und Öffnungen je schmale Rahmen zu sehen. Die gemalten Wappen der Herren von Teck, Frundsberg und Wittelsbacher sind oberhalb des westlichen Torbogens angebracht. Eine Kreuzigungsgruppe, bezeichnet mit 1963, ist in der Spitzbogenblende oberhalb des östlichen Torbogens dargestellt. Darüber das Stadtwappen Mindelheims mit der Jahreszahl 1337 gemalt. 